# WMAP冷斑點

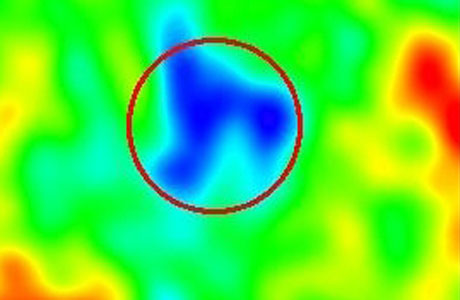
圓圈的區域是冷斑點。

WMAP冷斑點是2004年由WMAP在波江座檢測出的一個區域，該處的宇宙微波背景輻射（CMB）溫度比周圍要低。如此大和冷的區域在原始的CMB中發生的機率估計只有大約0.2% 。

## 位置
它的中心位置在銀河座標系統 lII = 207.8°, bII = −56.3°（赤道座標系統：α = 03h15m05s，δ = −19d35m02s），在天球的北半球內。

## 可能的天體

### 超級空洞
一個居於主導地位的解釋是：冷斑點是在原始的CMB和我們之間的巨大空洞。空洞可以經由完全薩克斯-瓦福效應（Integrated Sachs-Wolfe effect，ISW效應）或"利斯-夏瑪效應（Rees-Sciama effect）"造成一個比較低溫的區域。如果暗能量沒有像光子穿過一樣的舒展空洞，這種效應將會非常小  。
在2007年8月，有兩篇論文在同一天內先後出現在astro-ph，兩者都引用外星系巡天（NVSS）的資料，證明來自靠近冷斑點方向的電波源密度一如預測的是異常的低。首先，使用對整個涵蓋的天空區域進行子波測量的分析，之後再檢查來源的數量和對冷斑點的亮度分布單獨進行平滑處理。。
雖然大的空洞在宇宙中早就被發現，但要解釋冷斑點的空洞必須是特別的大，或許千倍於典型空洞的大小。他可能相距60至100億光年的距離，並有10億光年的直徑，並且在宇宙中可能比在原始的CMB中的WMAP冷斑點更為罕見  。

### 宇宙結構
在2007年後期，克魯斯等人提出冷斑點可能是早期宇宙發展所殘留下來的結構。這雖然是一個外來的解釋，但是值得考慮，因為超級空洞可能就是如此大的冷斑點造成的。

### 平行宇宙
另一種有爭議的論點，由Laura Mersini-Houghton提出，可能是在宇宙暴脹之前，宇宙之間的量子纏結，造成在我們之外的另一個宇宙 。Laura Mersini-Houghton認為："標準的宇宙論不能解釋如此巨大的空洞"，而對WMAP冷斑點可能的假設是"…其他宇宙在我們宇宙的邊緣標示的不可能造成誤解的標記"。果真如此，這將是平行宇宙的第一個經驗證據（在理論的模型之前先證明平行宇宙）。這也支持聲稱這個項目在理論上是可以測試的 弦論如果平行宇宙的理論是真實的，在天球的南半球應該也有相似的空洞。

### 搜尋方法的靈敏度
密西根大學的研究人員指出，冷斑點的異常是因為有一圈相對較熱的氣體環繞著的緣故，如果只是考慮它的大小和低溫的呈度並不罕見。就技術而言，它的檢測和發現取決於篩選用的過濾器，就好像是找到墨西哥帽小波 (Mexican hat wavelet)一樣。

## 外部連結
- Great Void in Eridanus, (WMAP Cold Spot) （页面存档备份，存于）
- Gaping Hole Found in Universe, Daily Tech
- Huge Hole Found in the Universe （页面存档备份，存于）, Space.com, 2007-08-23
- Gaping "Hole" in the Sky Found, Experts Say （页面存档备份，存于）, National Geographic News
- BBC News: Great 'cosmic nothingness' found （页面存档备份，存于）. BBC News, 2007-08-24